# Штейнер, Режё
Режё Штейнер (венг. Steiner Rezső, 27 июля 1887 — 28 ноября 1975) — венгерский борец греко-римского стиля, призёр чемпионата Европы.

## Биография
Родился в 1887 году в деревне Мошдош медье Шомодь. В 1910 году завоевал бронзовую медаль неофициального чемпионата Европы. В 1912 году принял участие в Олимпийских играх в Стокгольме, где в документах по ошибке вместо фамилии записали его место рождения (Rezső Somogyi — «Режё из Шомоди»), но медалей не завоевал.